# Val Peterson
Frederick Valdemar Erastus "Val" Peterson, född 18 juli 1903 i Oakland, Nebraska, död 17 oktober 1983 i Fremont, Nebraska, var en amerikansk republikansk politiker, ämbetsman och diplomat. Han var Nebraskas guvernör 1947–1953, direktör för Federal Civil Defense Administration 1953–1957, ambassadör i Danmark 1957–1961 och i Finland 1969–1973.
Peterson studerade vid Wayne State Teachers College och University of Nebraska. Han arbetade som lärare och deltog i andra världskriget som överstelöjtnant i US Army Air Forces.
Peterson efterträdde 1947 Dwight Griswold som Nebraskas guvernör och efterträddes 1953 av Robert B. Crosby. President Dwight D. Eisenhower utnämnde honom 1953 till chef för det federala civilförsvaret.
År 1957 efterträdde Peterson Robert Douglas Coe som ambassadör i Köpenhamn och efterträddes 1961 av William McCormick Blair, Jr. År 1969 efterträdde han sedan Tyler Thompson som ambassadör i Helsingfors och efterträddes 1973 av V. John Krehbiel.
Peterson avled 1983 och gravsattes på Oakdale Cemetery i Oakdale.